# Banassac-Canilhac
Banassac-Canilhac ist eine französische Gemeinde mit 1.069 Einwohnern (Stand 1. Januar 2022) im Département Lozère in der Verwaltungsregion Okzitanien. Sie gehört zum Kanton La Canourgue und zum Arrondissement Mende. 
Sie entstand als Commune nouvelle mit Wirkung vom 1. Januar 2016 durch die Zusammenlegung der bisherigen Gemeinden Banassac und Canilhac. Der Verwaltungssitz befindet sich in Banassac. Die ehemaligen Gemeinden haben keinen Status einer Commune déléguée.

## Gliederung
| Ortsteil                   | ehemaliger INSEE-Code | Fläche (km²) | Einwohnerzahl (2013) |
| -------------------------- | --------------------- | ------------ | -------------------- |
| Banassac (Verwaltungssitz) | 48017                 | 17,41        | 872                  |
| Canilhac                   | 48033                 | 07,27        | 164                  |

## Geographie
Banassac-Canilhac grenzt im Nordwesten an Saint-Pierre-de-Nogaret, im Norden an Saint-Germain-du-Teil, im Osten an La Canourgue, im Südosten an Saint-Saturnin, im Süden an La Tieule, im Südwesten an Campagnac und im Westen an Saint-Laurent-d’Olt. Hier mündet das Flüsschen Doulou in den Lot. Das Gemeindegebiet gehört zum Regionalen Naturpark Aubrac.